# بني وال (الحجاج)
بني وال هو دُوَّار يقع بجماعة العطف، إقليم تاوريرت، جهة الشرق في المملكة المغربية. ينتمي الدوّار لمشيخة الحجاج التي تضم 8 دواوير. يقدر عدد سكانه بـ 557 نسمة حسب الإحصاء الرسمي للسكان والسكنى لسنة 2004.

## روابط خارجية
- البوابة الوطنية للجماعات الترابية نسخة محفوظة 12 مارس 2018 على موقع واي باك مشين.
- المندوبية السامية للتخطيط